# مارغريت ليفنس
مارغريت ليفنس (1890-1975) (بالإنجليزية: Margaret Rutherford Bryan Levyns)‏ هي عالمة نبات جنوب أفريقية.